# Новая вещественность (архитектура)
Новая вещественность (нем. Neue Sachlichkeit), новый стиль — название архитектурного стиля, возникшего в Европе, прежде всего в Германии, в 1920—1930-х годах, в рамках одноимённого художественного течения. Стиль также часто называют Neues Bauen (новая застройка, новое строительство). Получил распространение во многих городах Германии.

## Веркбунд и экспрессионизм
Первые попытки осовременить немецкие города сторонники немецкого Веркбунда делали еще перед Первой мировой войной. Многие архитекторы, которые стали ассоциироваться с Новой вещественностью, в 1910-х годах использовали стеклянные поверхности и строгие геометрические композиции. Примерами этого являются фабрика Фаґуса по проекту Вальтера Гропиуса и Адольфа Мейера 1911 или универмаг Ганса Пёльцига 1912 года в Бреслау (Вроцлаве). Однако после войны эти и другие архитекторы, такие как Бруно Таут объединялись в революционном «Рабочем комитете искусства» и тайной группе Стеклянная цепь, работали в новаторской экспрессионистской архитектуре. К ранним произведениям Баухауса относится, например, дом Зоммерфельда. Динамичность экспрессионизма и использования стекла как для прозрачности, так и для цветных эффектов стали основой Новой вещественности.

## Влияние Де Стейл и конструктивизма
Поворот от экспрессионизма к более модернистским стилям второй половины 1920-х годов произошел под влиянием голландского авангарда, особенно группы Де Стейл. Голландские архитекторы Ян Вилс и Якобус Ауд адаптировали идеи Фрэнка Ллойда Райта для создания кубического социального жилья. На уход немецких архитекторов от экспрессионизма повлияла деятельность конструктивистов, а также Ле Корбюзье. Кроме того, Эрих Мендельсон уже отклонился от экспрессионизма в пользу скругленных, динамических форм, которые он реализовал в «Доме Моссэ» и сооружениях на заводе Вайхсмана в Гливице в 1921—1922 годах.

## Ранние проекты
Вероятно, к самым ранним образцам «Новой застройки» в Германии относятся «Хаус-ам-Горн» Георга Мухе, представленный на выставке Баухауса 1922 года, и проект Гропиуса и Мейера для конкурса «Tribune Tower» в Чикаго.
Однако первым настоящим примером модернизма в строительстве стало поселение «Итальянский сад» в Целле по проекту Отто Геслера 1923—1924 годов. Это было модернистское поселения, зона новой застройки социального жилья, домов, неправильных и асимметричных в плане, с плоскими крышами, большими окнами и обращенными на юг террасами. В отличие от идеи «белой коробки», которую впоследствии популяризировал интернациональный стиль, они часто красились в яркие цвета. Наибольшим сторонником цвета среди архитекторов жилья был Бруно Таут.

## Распространение
В Швейцарии и Нидерландах сформировалась группа «ABC Group», в состав которой входили Эль Лисицкий, Март Стам, Ханнес Мейер. Крупнейшей работой стали стеклянные здания фабрики Ван Нелле в Роттердаме. Чистые линии Новой объективности также использовались для проектирования школ и общественных зданий: домов Мая во Франкфурте, Профсоюзной школы ADGB Ганнеса Мейера в Бернау, школы Александра фон Гумбольдта в Берлине Макса Таута, здания полиции в Берлине Мартина Вагнера. Под влиянием стримлайн-модерна в 1926—1928 годах в Берлине были спроектировани кинотеатры «Kino-Universum» (Эрих Мендельсон) и «Kino Babylon» (Пёльциг).
Великая депрессия, начавшаяся в 1929 году, имела катастрофические последствия для новой застройки в силу финансовой зависимости Германии от США. Многие комплексы, запланированные во Франкфурте и Берлине, были отложены на неопределенное время.

## Угасание стиля
Приход к власти в Германии национал-социалистов, усиление политического давления на еврейских и социал-демократических архитекторов заставил их покинуть страну.
Многие значительные немецкие модернисты исповедовали левую идеологию, поэтому отправились в Советский Союз. Значительную пропагандистскую работу провел Лазарь Лисицкий. Май Стам и Шютте-Лихоцки переехали в 1930 году, чтобы создать новые города, такие как Магнитогорск. Вскоре прибыли Бруно Таут и так называемая «бригада Баухауса» Ханнеса Майера.
Однако советский эксперимент провалился. Условия труда были ужасными и безнадежными. Стройматериалов не хватало. Строители оказались неквалифицированными и незаинтересованными в результатах труда. А одобрение Иосифом Сталиным проекта ретроспективного Дворца Советов в феврале 1932 вызвало бурную реакцию международного модернистского сообщества, в частности Ле Корбюзье. Модернисты не только потеряли своего крупнейшего работодателя: внутренняя советская политика привела к жесткому конфликту между архитекторами и не менее жестокой кампании против иностранных специалистов. Часть архитекторов репрессировали, другая часть немецких архитекторов поехала в Японию или в значительную немецкую общину в Стамбуле. Архитекторы модернистского сообщества оказались в Кении, Мексике и Швеции. Еще часть присоединилась к различным проектам в Великобритании и Соединенных Штатах, где Гропиус, Брейер и берлинский градостроитель Мартин Вагнер учили студентов в Гарвардской высшей школе дизайна.